# Aleksej Prosjin
Aleksej Valerjevitsj Prosjin (Russisch: Алексей Валерьевич Прошин) (Krasnojarsk, 25 september 1974) is een Russisch schaatser.

## Persoonlijke records
| Afstand    | Tijd    | Datum                | Baan           |
| ---------- | ------- | -------------------- | -------------- |
| 500 meter  | 35,07   | {{{dag}}} {{{jaar}}} | {{{baanlink}}} |
| 1000 meter | 1.08,56 | 10 maart 2007        | Salt Lake City |

## Resultaten
| jaar | Olympische Spelen  | WK Sprint | WK Junioren | WK Afstanden |
| ---- | ------------------ | --------- | ----------- | ------------ |
| 1994 |                    |           | NS1         |              |
| 2006 | 24e 500m 15e 1000m | 20e       |             |              |
| 2007 |                    | 16e       |             | 9e 1000m     |

NS1 = niet gestart op de 1e afstand

### Medaillespiegel
| kampioenschap     | goud | zilver | brons |
| ----------------- | ---- | ------ | ----- |
| Olympische Spelen | 0    | 0      | 0     |
| WK Sprint         | 0    | 0      | 0     |
| WK Afstanden      | 0    | 0      | 0     |
| WK Junioren       | 0    | 0      | 0     |